# Dzień Weterana Działań poza Granicami Państwa
Dzień Weterana Działań poza Granicami Państwa – polskie święto obchodzone 29 maja od 2012 roku, ustanowione przez Sejm Rzeczypospolitej Polskiej w 2011 roku. Dzień ten nie jest dniem wolnym od pracy.
Obchody Dnia Weterana Działań poza Granicami Państwa połączone są z obchodami odbywającego się w tym samym dniu Międzynarodowego Dnia Uczestników Misji Pokojowych ONZ.